# Waikapu
Waikapu est une census-designated place de l'État d'Hawaï dans le comté de Maui, aux États-Unis. En 2010, la population était de 2 965 habitants.

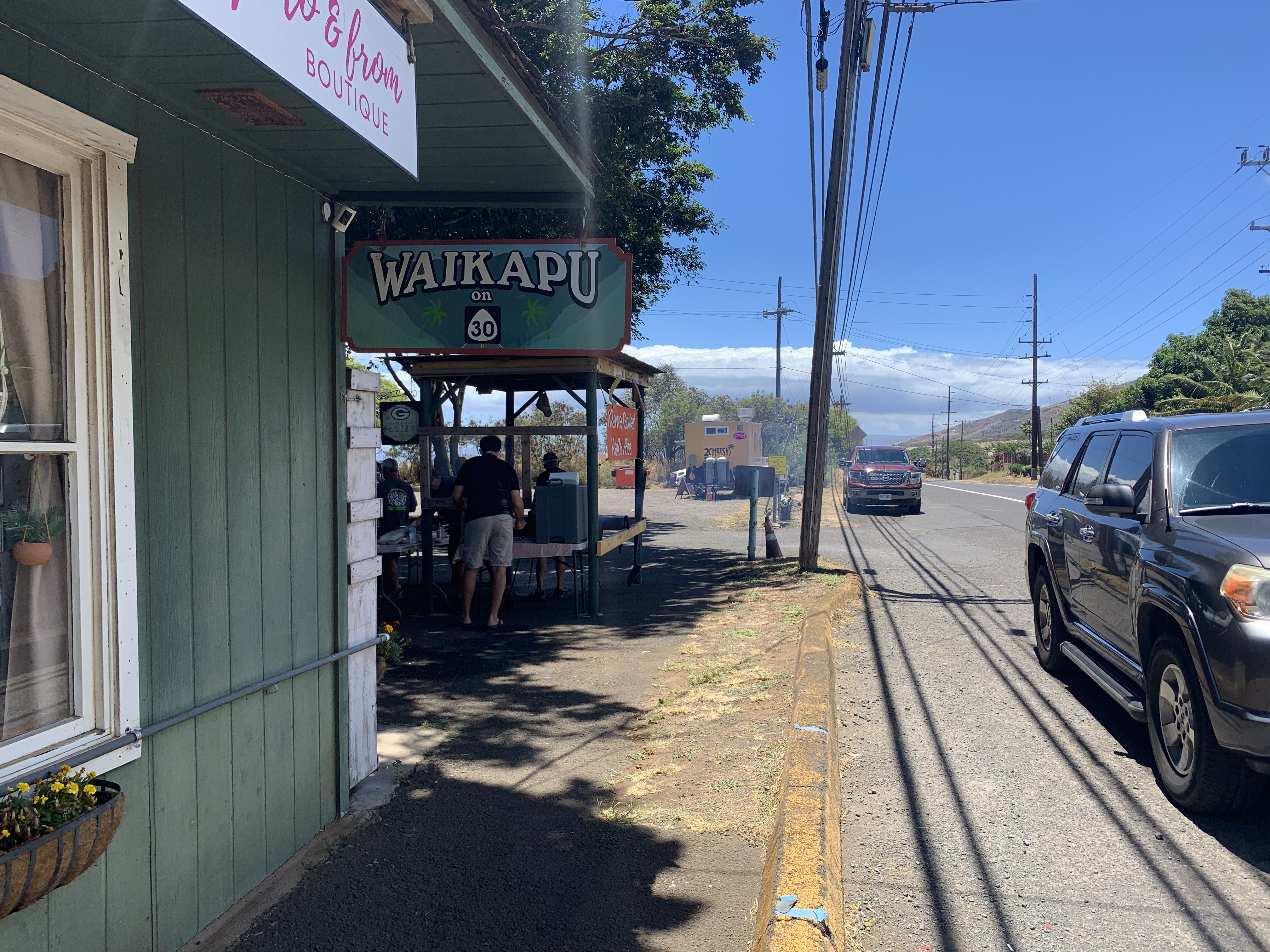
Waikapu

## Démographie
| Groupe            | Waikapu | Hawaï | États-Unis |
| ----------------- | ------- | ----- | ---------- |
| Asiatiques        | 33,9    | 38,6  | 4,8        |
| Métis             | 32,5    | 23,6  | 2,9        |
| Blancs            | 23,7    | 24,7  | 72,4       |
| Océaniens         | 8,1     | 10,0  | 0,2        |
| Autres            | 1,0     | 1,3   | 6,2        |
| Afro-Américains   | 0,4     | 1,6   | 12,6       |
| Amérindiens       | 0,4     | 0,3   | 0,9        |
| Total             | 100     | 100   | 100        |
|                   |         |       |            |
| Latino-Américains | 10,6    | 8,9   | 16,7       |

Selon l'American Community Survey, pour la période 2011-2015, 82,15 % de la population âgée de plus de 5 ans déclare parler l'anglais à la maison, 11,50 % déclare parler une langue polynésienne, 1,83 % le tagalog, 1,52 % l'espagnol, 1,30 % le japonais, 0,99 % le portugais et 0,71 % une autre langue.
| 2000 | 2010  | - | - | - | - |
| ---- | ----- | - | - | - | - |
| 879  | 2 965 | - | - | - | - |